# Denis François Le Coat de Kerveguen
Pour les articles homonymes, voir Kerveguen.
Pour les autres membres de la famille, voir Famille Le Coat de Kerveguen.
Denis François Le Coat de Kerveguen, né le 4 avril 1817 à Saint-Pierre de l'île Bourbon et mort dans sa ville natale le 21 mars 1894, est un homme politique français.

## Biographie
Denis est le fils aîné du second mariage de Denis Marie Fidèle Le Coat de Kerveguen, et donc le demi-frère du richissime planteur Gabriel Le Coat de Kerveguen, qui gère après leur père la fortune familiale. Après avoir épousé la peintre Adèle Ferrand à Paris le 2 février 1846, il retourne sur son île et se lance en politique après la mort de son épouse dès le 1er avril 1848. Il est élu au conseil municipal de sa commune natale en 1849 et en est le maire de 1851 au 2 novembre 1853. Il s'est entre-temps remarié à Augustine Motais de Narbonne le 15 janvier 1852. Il demeure conseiller municipal jusqu'à sa mort.